# Lesonice (district de Znojmo)
Pour les articles homonymes, voir Lesonice.
Lesonice (en allemand : Lissnitz) est une commune du district de Znojmo, dans la région de Moravie-du-Sud, en République tchèque. Sa population s'élevait à 246 habitants en 2020.

## Géographie
Lesonice se trouve à 6 km au sud de Moravský Krumlov, à 25 km au nord-est de Znojmo, à 31 km au sud-ouest de Brno et à 181 km au sud-est de Prague.
La commune est limitée par Moravský Krumlov au nord, par Olbramovice et Bohutice à l'est, par Miroslavské Knínice au sud, par Kadov au sud-est, par Petrovice à l'ouest.

## Histoire
La première mention écrite de la localité date de 1190.